# Utricularia unifolia
Utricularia unifolia är en tätörtsväxtart som beskrevs av Hipólito Ruiz López och Pav.. Utricularia unifolia ingår i släktet bläddror, och familjen tätörtsväxter. Inga underarter finns listade i Catalogue of Life.